# Leonie (groupe)
Pour les articles homonymes, voir Léonie.
Leonie est un groupe de pop rock français, originaire de Vendée, dans les Pays de la Loire. Créé dans les années 2010, il est composé des deux frères Frédéric et Marc Pradel, chanteurs mais aussi guitaristes, violonistes et trompettistes, et du batteur Jérémy Mondolfo, remplacé à la batterie en 2014 par Alban Soulié.
En 2019, ils sont repérés par la major Sony Music, chez qui ils sortent le single Voulez-vous.

## Biographie
Formé en Vendée dans les années 2010, le groupe est composé de Frédéric et Marc Pradel, chanteur mais aussi guitariste, violoniste et trompettiste, ainsi que Jérémy Mondolfo le batteur. Ils sont originaires des Sables d'Olonne, la ville où le groupe est créé et où les différents membres se rejoignent l'été pour faire des concerts. Le nom du groupe « Leonie » est issu du prénom d'une jeune fille que les frères Pradel ont rencontrée pendant leurs scolarités. Ils ont étudié le violon et à la trompette au conservatoire.
En 2014, le groupe se reforme avec l'arrivée d'Alban Soulié comme batteur, ami des frères, et le départ de Jérémy Mondolfo. Ils sortent l'album Paris-Océan avec notamment les titres Fanny et Ce que je n'ai pas. En 2016, ils sortent l'album B-sides grâce à une cagnotte participative ce qui leur permet de continuer leur carrière musicale. En 2017, ils sortent l'album Sable Noir avec les titres L'Inconnu, ainsi que le titre Avec toi. Ils se font remarquer par le producteur de Keen'V lors d'un concert,,, le groupe signe un contrat de 2 ans avec Universal Music, chez qui ils sortent les singles Eléa et J'veux pas la perdre. En 2018, Ils font les premières parties des tournées des artistes Keen'V, Amir et Kendji Girac,. Leonie rachète son contrat et se sépare de la maison de disques Universal. En 2019, ils sont repérés par la major Sony music. Ils sortent le single Voulez-vous. Le single se classe à la 132e place des ventes de single en France,. 
En 2020, le groupe sort, en collaboration avec Tibz, Léa Paci , Philippine, Tom Frager et Barry Moore, le single Et-toi,. Le groupe sort le single Comme ça en novembre 2020. Il se hisse en tête du classement Les Indés Radios deux semaines après son entrée.
Le groupe est nommé dans la catégorie « révélation groupe Francophone de l'année » par Virgin Radio afin d'élire un artiste parmi ceux qui ont marqué l'année 2020. Le groupe Videoclub remporte le prix. En 2021, Leonie sort un nouveau single intitulé Aujourd’hui

### Odeon Sunset
En 2021, Le groupe sort l'album Odeon Sunset, l'album est réalisé par Alexandre Zulliani, c'est leur premier album sous la firme RCA Music. L'album a été mixé par Kevin Harp de Los Angeles, il a travaillé avec Disney et Pixar.
L'album se classe à la 165e position pendant une semaine dans le classement top album Français

### Pause, singles et préparation d'un nouvel album
En 2024, après deux ans et demi de coupure, le groupe sort un nouveau single intitulé "Rien lâcher" et annonce un nouvel album. Le 21 avril, Leonie sort le single "Quand on sera mort". Depuis 2021, le groupe Leonie travaille avec le producteur de Therapie Taxi,.

## Membres

### Membres actuels
- Marc Pradel — chant, guitare, trompette (depuis 2000)
- Frédéric Pradel — guitare, chant, violon (depuis 2000)
- Alban Soulié — batterie, percussions (depuis 2014)

### Ancien membre
- Jérémy Mondolfo — batterie, percussions (2000—2014)

## Tournées
- Summer Tour 2019[5]

## Discographie

### Singles
- 2017 : Eléa[22].
- 2017 : J'veux pas la perdre
- 2019 : Voulez-vous[23].
- 2019 : Kids (reprise de MGMT)
- 2019 : Plage
- 2020 :  Et toi, avec TiBZ, Tom Frager, Léa Paci et Philippine
- 2020 : Comme ça
- 2021 :  Aujourd'hui
- 2021 :  Ici & maintenant
- 2024 : Rien lâcher
- 2024 : Quand on sera morts
- 2025 : 12/01/2022
- 2025 : L'amour